# Aplocheilichthys myersi
Aplocheilichthys myersi, es una especie de pez actinopeterigio de agua dulce, de la familia de los poecílidos. Son peces de temaño muy pequeño con una longitud máxima descrita de solo 2'3 cm.

## Distribución y hábitat
Se distribuye por ríos de la vertiente atlántica de África, en pequeños arroyos y ríos que desembocan en el río Congo cerca de la laguna Pool Malebo, zonas poco profundas y de vegetación cerca de las orillas de dicha laguna y las islas asociadas, en la República del Congo y la República Democrática del Congo. Habita zonas poco profundas y con vegetación cerca de las orillas de pequeños ríos y arroyos.